# Print Screen
Print Screen, PrtSc – jeden z klawiszy specjalnych znajdujących się na standardowej klawiaturze m.in. w komputerach klasy PC. Oryginalnie klawisz Print Screen wywoływał przerwanie sprzętowe numer 5, którego obsługa w systemie DOS powodowała wydrukowanie na drukarce podłączonej do portu LPT1 zrzutu ekranu w trybie tekstowym. Nowsze programy zazwyczaj obsługują ten klawisz w zbliżony sposób, często wzbogacając funkcjonalność na przykład o obsługę trybów graficznych. W dzisiejszych czasach znaczenie tego klawisza jest różne. Pod systemami Microsoft Windows naciśnięcie jego powoduje zapis w schowku systemowym zawartości ekranu, którą można następnie wkleić w dowolnym programie graficznym, np. Microsoft Paint. W zrzucie nie zawsze pokazuje się kursor.

102-klawiszowa klawiatura PC z zaznaczonym na czerwono klawiszem

W systemach Microsoft Windows oraz wielu środowiskach graficznych innych systemów wciśnięty klawisz Alt ogranicza jego działanie do obszaru zajmowanego przez aktywne okno (np. dialogowe czy okno przeglądarki).